# 赤嶼 (澎湖)
赤嶼，為台灣澎湖縣湖西鄉的一個島嶼，面積約0.0083平方公里。島嶼位置在北寮村奎壁山東方，即澎湖本島東北角處，長120公尺，寬60公尺。退潮時因露出一條約50公尺的礫石灘與澎湖本島相連，有如聖經中「摩西分海」場景，該步道成為澎湖最知名的觀光景點之一。近年來因踏浪人潮過多，觀光局為維護海洋生態與遊客安全，於2017年4月份起已禁止登島。